# Horná Kráľová
Horná Kráľová (bis 1927 slowakisch „Kráľová“ oder „Kráľovce“; ungarisch Királyi) ist ein Ort und eine Gemeinde im Okres Šaľa des Nitriansky kraj im Westen der Slowakei. Die Zahl der Einwohner belief sich auf 1871 (Stand 31. Dezember 2024).

## Geographie
Die Gemeinde liegt im slowakischen Donautiefland, genauer in dessen hügeligen Teil, am Dlhý kanál (wörtlich Langer Kanal). Horná Kráľová ist 13 Kilometer von Šaľa und 22 Kilometer von Nitra entfernt.
1975–1990 war die Gemeinde ein Teil der Gemeinde Sládečkovce (seit 1991 wieder Močenok).

## Geschichte
Der Ort wurde zum erstmals 1113 in den Zoborer Urkunden schriftlich erwähnt und war ursprünglich ein königlicher Besitz. Seit dem 15. Jahrhundert gehörte er zum Bistum Neutra, wo er bis zum Ende der Leibeigenschaft verblieb. 1601 wurde der Ort von den einfallenden Türken vollständig niedergebrannt. In der Vergangenheit war die Mehrheit der Bevölkerung in Landwirtschaft (zum Beispiel im Rüben- und Maisanbau), heute ist sie in der Industrie und im Öffentlichen Dienst tätig.

## Bevölkerung
| Jahr                | 1994 | 2004    | 2014    | 2024    |
| ------------------- | ---- | ------- | ------- | ------- |
| Anzahl der Personen | 1961 | 1853    | 1905    | 1871    |
| Unterschied         |      | −5,50 % | +2,80 % | −1,78 % |

| Jahr                | 2023 | 2024    |
| ------------------- | ---- | ------- |
| Anzahl der Personen | 1876 | 1871    |
| Unterschied         |      | −0,26 % |